# Црнче (Јагодина)
Црнче је насељено место града Јагодине у Поморавском округу. Према попису из 2022. има 141 становника (према попису из 2011. било је 201 становник).

## Историја
До Другог српског устанка Црнче (тада Црнча) се налазило у саставу Османског царства. Након Другог српског устанка Црнче улази у састав Кнежевине Србије и административно је припадало Јагодинској нахији и Левачкој кнежини све до 1834. године када је Србија подељена на сердарства. Најпознатија личност из Црнча у време Првог српског устанка и Другог српског устанка био је кнез левачки Милоје Тодоровић.

## Демографија
У насељу Црнче живи 219 пунолетних становника, а просечна старост становништва износи 51,0 година (47,9 код мушкараца и 53,8 код жена). У насељу има 94 домаћинства, а просечан број чланова по домаћинству је 2,64.
Ово насеље је великим делом насељено Србима (према попису из 2002. године), а у последња три пописа, примећен је пад у броју становника.
|  |

| Демографија | Демографија | Демографија |
| Година      | Становника  | Становника  |
| ----------- | ----------- | ----------- |
| 1948.       | 736         |             |
| 1953.       | 717         |             |
| 1961.       | 628         |             |
| 1971.       | 501         |             |
| 1981.       | 406         |             |
| 1991.       | 309         | 305         |
| 2002.       | 248         | 248         |
| 2011.       | 201         |             |
| 2022.       | 141         |             |

| Етнички састав према попису из 2002.‍ | Етнички састав према попису из 2002.‍ | Етнички састав према попису из 2002.‍ | Етнички састав према попису из 2002.‍ | Етнички састав према попису из 2002.‍ |
| ------------------------------------ | ------------------------------------ | ------------------------------------ | ------------------------------------ | ------------------------------------ |
|                                      |                                      |                                      |                                      |                                      |
| Срби                                 | Срби                                 |                                      | 247                                  | 99,59%                               |
| Црногорци                            | Црногорци                            |                                      | 1                                    | 0,40%                                |
| непознато                            | непознато                            |                                      | 0                                    | 0,0%                                 |

| Црнче у пописима Јагодинске нахије — од 1818. до 1829.                            |       |       |       |       |       |       |          |       |       |       |       |       |
| Година пописа                                                                     | 1818. | 1819. | 1820. | 1821. | 1822. | 1823. | 1824/25. | 1825. | 1826. | 1827. | 1828. | 1829. |
| Куће                                                                              | 18    | 23    | 23    | 23    | 24    | 24    | 24       | 24    | 26    | 28    | 28    | 28    |
| Пореске главе*                                                                    | -     | 22    | 24    | 24    | 22    | 24    | 26       | 25    | 26    | 26    | 27    | 28    |
| Арачке главе**                                                                    | 44    | 56    | 58    | 57    | 57    | 58    | 64       | 68    | 72    | 70    | 70    | 71    |
| *Пореске главе = Ожењени мушкарци \| ** Арачке главе = Мушкарци од 7 до 70 година |       |       |       |       |       |       |          |       |       |       |       |       |

| Година пописа     | 1948. | 1953. | 1961. | 1971. | 1981. | 1991. | 2002. |
| ----------------- | ----- | ----- | ----- | ----- | ----- | ----- | ----- |
| Број домаћинстава | 148   | 151   | 147   | 137   | 128   | 105   | 94    |

| Број чланова      | 1  | 2  | 3  | 4  | 5 | 6 | 7 | 8 | 9 | 10 и више | Просек |
| ----------------- | -- | -- | -- | -- | - | - | - | - | - | --------- | ------ |
| Број домаћинстава | 31 | 27 | 10 | 12 | 5 | 6 | 2 | 0 | 0 | 1         | 2,64   |

| Пол    | Укупно | Неожењен/Неудата | Ожењен/Удата | Удовац/Удовица | Разведен/Разведена | Непознато |
| ------ | ------ | ---------------- | ------------ | -------------- | ------------------ | --------- |
| Мушки  | 106    | 25               | 66           | 11             | 4                  | 0         |
| Женски | 123    | 18               | 63           | 37             | 5                  | 0         |
| УКУПНО | 229    | 43               | 129          | 48             | 9                  | 0         |

| Пол    | Укупно                    | Пољопривреда, лов и шумарство | Рибарство                            | Вађење руде и камена | Прерађивачка индустрија       |
| ------ | ------------------------- | ----------------------------- | ------------------------------------ | -------------------- | ----------------------------- |
| Мушки  | 56                        | 26                            | 1                                    | 0                    | 18                            |
| Женски | 33                        | 20                            | 0                                    | 0                    | 7                             |
| УКУПНО | 89                        | 46                            | 1                                    | 0                    | 25                            |
| Пол    | Производња и снабдевање   | Грађевинарство                | Трговина                             | Хотели и ресторани   | Саобраћај, складиштење и везе |
| Мушки  | 0                         | 1                             | 1                                    | 0                    | 5                             |
| Женски | 0                         | 0                             | 1                                    | 2                    | 0                             |
| УКУПНО | 0                         | 1                             | 2                                    | 2                    | 5                             |
| Пол    | Финансијско посредовање   | Некретнине                    | Државна управа и одбрана             | Образовање           | Здравствени и социјални рад   |
| Мушки  | 0                         | 0                             | 1                                    | 0                    | 0                             |
| Женски | 0                         | 0                             | 0                                    | 2                    | 0                             |
| УКУПНО | 0                         | 0                             | 1                                    | 2                    | 0                             |
| Пол    | Остале услужне активности | Приватна домаћинства          | Екстериторијалне организације и тела | Непознато            | Непознато                     |
| Мушки  | 2                         | 0                             | 0                                    | 1                    | 1                             |
| Женски | 0                         | 0                             | 0                                    | 1                    | 1                             |
| УКУПНО | 2                         | 0                             | 0                                    | 2                    | 2                             |